# Accident aviatic

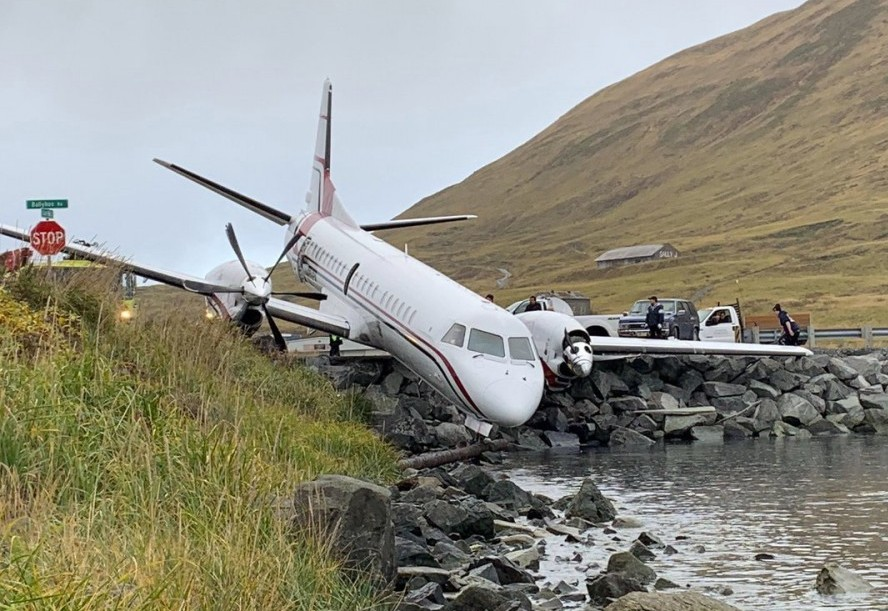
Accident aviatic din 2019

Un accident aviatic este definit în anexa 13 a Convenției de la Chicago privind aviația civilă internațională ca fiind un eveniment legat de utilizarea unei aeronave, care se produce între momentul în care orice persoană se îmbarcă la bordul acesteia cu intenția de a efectua un zbor și momentul când toate persoanele sunt debarcate și în cursul căruia: a) o persoană este rănită grav sau mortal, b) aeronava suferă deteriorări sau o ruptură de structură, sau c) aeronava a fost distrusă, a dispărut sau este total inaccesibilă. Anexa 13 definește un incident ca fiind un eveniment, altul decât accidentul, asociat cu utilizarea unei aeronave care afectează sau ar putea afecta securitatea exploatării acesteia la sol sau în zbor.
O avarie a fuselajului se produce atunci când o aeronavă este distrusă, deteriorată fără putința de a mai fi reparată, pierdută sau devine complet inaccesibilă.

## Primele accidente
Primul accident aviatic fatal a fost prăbușirea unui balon Rozière lângă Wimereux, Franța, pe 15 iunie 1785, soldată cu moartea inventatorului balonului, Jean-François Pilâtre de Rozier, și a celuilalt pasager, Pierre Romain. Primul accident în care a fost implicată o aeronavă cu motor a fost prăbușirea unei aeronave Wright Model A la Fort Myer, Virginia, în Statele Unite ale Americii, la 17 septembrie 1908, soldată cu rănirea coinventatorului și pilotului Orville Wright și cu moartea pasagerului, locotenentul Thomas Selfridge.

## Legături externe
- Aviation Safety Network Arhivat în 28 martie 2006, la Wayback Machine. Înființată în 1996. Baza de date ASN conține descrieri a peste 15.800 de accidente / incidente în care au fost implicate avioane militare și comerciale începând din 1921.
- Bureau of Aircraft Accidents Archives Înființat în 2000. B3A conține descrieri a peste 22.000 de accidente de aviație în care au fost implicate avioane comerciale și militare începând din 1918.
- National Transportation Safety Board Aviation Accident Synopses - pe lună
- Statistica aviației Analiză statistică și geospațială a accidentelor generale de aviație.